# Liste der Bodendenkmale in Ahrenshöft
In der Liste der Bodendenkmale in Ahrenshöft sind die Bodendenkmale der Gemeinde Ahrenshöft nach dem Stand der Bodendenkmalliste des Archäologischen Landesamts Schleswig-Holstein von 2016 aufgelistet. Die Baudenkmale sind in der Liste der Kulturdenkmale in Ahrenshöft aufgeführt.
| Denkmal-ID           | Befundart           | Bezeichnung                        | Zeitstellung                            | Lage | Bemerkungen                                            | Bild |
| -------------------- | ------------------- | ---------------------------------- | --------------------------------------- | ---- | ------------------------------------------------------ | ---- |
| aKD-ALSH-Nr. 001 135 | Grabmal > Grabhügel | Grabhügel                          | Vor- und/oder Frühgeschichte            |      |                                                        |      |
| aKD-ALSH-Nr. 001 136 | Grabmal > Grabhügel | Grabhügel                          | Vor- und/oder Frühgeschichte            |      |                                                        |      |
| aKD-ALSH-Nr. 001 137 | Grabmal > Grabhügel | Grabhügel                          | Vor- und/oder Frühgeschichte            |      |                                                        |      |
| aKD-ALSH-Nr. 001 138 | Grabmal > Langbett  | Langbett/Steinreihe                | Neolithikum                             |      | = Ahrenshöft LA 6                                      |      |
| aKD-ALSH-Nr. 001 139 | Grabmal > Grabhügel | Grabhügel                          | Vor- und/oder Frühgeschichte            |      |                                                        |      |
| aKD-ALSH-Nr. 001 140 | Grabmal > Grabhügel | Grabhügel                          | Vor- und/oder Frühgeschichte            |      |                                                        |      |
| aKD-ALSH-Nr. 001 141 | Grabmal > Grabhügel | Grabhügel                          | Vor- und/oder Frühgeschichte            |      |                                                        |      |
| aKD-ALSH-Nr. 001 142 | Grabmal > Grabhügel | Grabhügel                          | Vor- und/oder Frühgeschichte            |      |                                                        |      |
| aKD-ALSH-Nr. 001 143 | Grabmal > Grabhügel | Grabhügel                          | Vor- und/oder Frühgeschichte            |      |                                                        |      |
| aKD-ALSH-Nr. 001 144 | Grabmal > Grabhügel | Grabhügel                          | Vor- und/oder Frühgeschichte            |      |                                                        |      |
| aKD-ALSH-Nr. 001 145 | Grabmal > Grabhügel | Grabhügel                          | Vor- und/oder Frühgeschichte            |      |                                                        |      |
| aKD-ALSH-Nr. 001 146 | Grabmal > Grabhügel | Grabhügel „Söbenbargen“            | Vor- und/oder Frühgeschichte            |      |                                                        |      |
| aKD-ALSH-Nr. 001 147 | Grabmal > Grabhügel | Grabhügel „Söbenbargen“            | Vor- und/oder Frühgeschichte            |      |                                                        |      |
| aKD-ALSH-Nr. 001 148 | Grabmal > Grabhügel | Grabhügel „Söbenbargen“            | Vor- und/oder Frühgeschichte            |      |                                                        |      |
| aKD-ALSH-Nr. 001 149 | Grabmal > Grabhügel | Grabhügel „Söbenbargen“            | Vor- und/oder Frühgeschichte            |      |                                                        |      |
| aKD-ALSH-Nr. 001 150 | Grabmal > Grabhügel | Grabhügel „Söbenbargen“            | Vor- und/oder Frühgeschichte            |      |                                                        |      |
| aKD-ALSH-Nr. 001 151 | Grabmal > Grabhügel | Grabhügel „Söbenbargen“            | Vor- und/oder Frühgeschichte            |      |                                                        |      |
| aKD-ALSH-Nr. 001 152 | Grabmal > Grabhügel | Grabhügel                          | Vor- und/oder Frühgeschichte            |      |                                                        |      |
| aKD-ALSH-Nr. 001 153 | Siedlung            | Siedlung/Haus/Hof                  | Paläolithikum                           |      | altsteinzeitlicher Siedlungsplatz der Hamburger Kultur |      |
| aKD-ALSH-Nr. 001 154 | Altweg, Hafen       | Weg/Furt/Wasserstraße/Hafen        | Vor- und Frühgeschichte                 |      |                                                        |      |
| aKD-ALSH-Nr. 001 155 | Befestigung > Wall  | Landwehr/Wall/Schanze/Panzergraben | Frühgeschichte, Neuzeit, Zeitgeschichte |      |                                                        |      |